# Coreano moderno
Il coreano moderno è una varietà storica della lingua coreana, parlata durante quasi tutta la dinastia Joseon (1392-1910) e attestata attraverso l'uso degli hanja e dell'alfabeto hangeul, inventato durante questo periodo linguistico.
Il coreano medio è distinto in due fasi, il primo coreano moderno (Early Modern Korean) e il tardo coreano moderno (Late Modern Korean), e precede il coreano contemporaneo.

## Contesto storico-culturale
Il coreano moderno è la varietà che segue il coreano medio (918-1592), suddiviso in primo coreano medio (Early Middle Korean 前期中世韓國語, 전기 중세 한국어) e tardo coreano medio (Late Middle Korean 後期韓國語, 후기 중세 한국어). Nel periodo del primo coreano medio e del coreano antico (Old Korean), i coreani trascrivevano le sillabe in coreano attraverso i caratteri cinesi, detti "hanja", e avevano già subito un ingresso massiccio di prestiti cinesi nella lingua in particolare durante il periodo del primo cinese medio. Lo spartiacque tra il primo coreano medio e il tardo coreano medio è la caduta della dinastia Goryeo (918-1329), che ha regnato mentre in Cina era presente la dinastia Yuan di origine mongola; la dinastia Goryeo cadde e venne sostituita nel 1392 dalla dinastia Joseon. Durante il tardo coreano medio, il re Sejong il Grande ha contribuito alla nascita dell'hangeul, l'alfabeto coreano, promulgato nell'ottobre 1446. L'alfabeto ha permesso di trascrivere sia le particelle grammaticali del coreano che la pronuncia degli hanja e la modulazione tonale delle sillabe (il coreano medio aveva un sistema tonale basato su tre toni). Il periodo di regno di Sejong il Grande viene indicato come il primo rinascimento coreano.
L'inizio del primo coreano moderno (Early Modern Korean 前期近代韓國語, 전기 근대 한국어) viene fatto coincidere con lo scoppio della guerra Imjin con il Giappone: lo shogun del tempo, Toyotomi Hideyoshi, accarezzava da tempo l'idea di invadere il regno di Corea per annetterlo al Giappone. La guerra Imjin venne vinta dalla dinastia Joseon, che riuscì dunque a scacciare i giapponesi; i Joseon ebbero l'appoggio della dinastia Ming in quanto la Corea al tempo era un regno vassallo dell'impero cinese. Nel mentre, lo shogun Toyotomi Hideyoshi era morto di malattia durante la guerra; il Giappone dunque fu soggetto a un periodo di lotte tra potenti famiglie finché Tokugawa Ieyasu non riuscì a prevalere e fondò lo shogunato Tokugawa, dando inizio all'era Tokugawa, un'era di isolamento del Giappone durato circa 300 anni. Nel mentre, le devastazioni delle guerre Imjin in Corea portarono a un periodo di carestie e epidemie. Per alcuni anni non vennero pubblicati libri; i primi libri pervenuti dal periodo del primo coreano moderno mostrano già dei cambiamenti nella lingua. Il secondo rinascimento coreano coincide in gran parte con il lungo regno del re Yeongjo (r. 1724-1776).
Il tardo coreano moderno (Late Modern Korean 後期近代韓國語, 후기 근대 한국어) inizia intorno al 1750, durante l'ultimo periodo del regno di re Yeongjo. In questa fase, la Cina è sconfitta a seguito della prima guerra dell'oppio (1842) ed è forzata ad aprirsi al commercio con gli occidentali; pochi anni dopo, il Giappone per evitare una sconfitta militare decise di aprirsi spontaneamente al commercio con gli occidentali, pose fine allo shogunato Tokugawa, restaurò l'impero e divenne una grande potenza industriale e coloniale ben più potente della Cina. A seguito di questa trasformazione del Giappone, si colloca il Trattato ineguale di Ganghwa (강화도 조약, 1876), con cui i giapponesi forzarono la Corea ad aprirsi commercialmente al Giappone attraverso il porto dell'isola di Ganghwa, e la riforma Gabo 갑오개혁, 甲午改革 (1894-1896). Quest'ultimo è stato un periodo di grandi riforme prese dopo il soffocamento di una rivolta contadina, la rivolta Donghak, così chiamata perché ispirata alla conoscenza occidentale e soprattutto al concetto di "nazione". I contadini del tempo infatti erano esasperati dalla corruzione all'interno del sistema esattoriale, per cui dovevano pagare delle tasse ingiuste e molto pesanti; nonostante l'abolizione della schiavitù in Corea nel 1801, chiedevano ulteriori riforme. Questo periodo di riforme venne arrestato dopo soli due anni siccome i coreani conservatori assassinarono il primo ministro dell'epoca, Kim Hong-jip 김홍집. Infine, l'inizio del periodo illuminista in Corea 개화, 開化 (1896-1910) rimarca anche la fine del tardo coreano moderno e l'inizio del coreano contemporaneo.
Il periodo illuminista coreano indica un movimento culturale favorevole all'apertura all'Occidente, alla penetrazione di nuove idee e tecnologie e all'attuazione di riforme per fare progredire la Corea. Tra i vari aspetti passibili di riforma era inserita anche la lingua coreana, che sarebbe dovuta diventare un mezzo efficiente per fare funzionare uno Stato moderno. Il problema principale era la stabilimento di una lingua standard nazionale e di una scrittura standard, siccome l'hangeul era affiancato agli hanja, a un misto dei due (per cui l'hangeul disambiguava solo la morfologia coreana) e al solo uso dei sinogrammi per indicare sia le radici che la morfologia, ovvero l'idu; inoltre, l'ortografia in hangeul aveva delle parti non standardizzate. L'inizio di questo fervido dibattito pose dunque le basi del coreano contemporaneo. Il dibattito si arrestò nel 1910, anno in cui il Giappone ha annesso in modo forzato la Corea e ha deposto l'ultimo imperatore fino alla sua sconfitta in guerra nel 1945 e alla separazione della Corea in due.

## Fonti storiche
Del coreano moderno esistono svariate attestazioni storiche e molte di queste sono utili a studiare la pronuncia antica degli hanja anche in ottica di uno studio e/o ricostruzione del primo cinese medio o del substrato di primo cinese medio in coreano moderno. Questo substrato si affianca a quello di cinese antico, molto più arcaico. Le opere hanno un nome in hangeul, in hanja e in alcuni casi una traduzione in inglese; anche il nome dell'autore ha un nome in hangeul e in hanja. Una delle fonti principali per lo studio dell'hanja nel momento della sua comparsa è lo 訓民正音 (훈민정음, Hunminjeongeum), l'opuscolo fatto pubblicare da re Sejong il Grande il 9 ottobre 1446: tale opuscolo descrive ogni suono dell'hangeul antico (inventato già nel 1443 e collaudato nell'arco di 3 anni) e risale al tardo coreano medio. Lo Hunminjeongeum è messo in coppia con lo 訓民正音解例 (훈민정음 해례, Hunminjeongeum Haerye), che in sei capitoli spiega come si pronunciano i suoni e si combinano le lettere.

### Fonti del primo coreano moderno
Tutte le fonti storiche qui indicate appartengono al primo coreano moderno, per cui sono comprese tra il 1592 e il 1750 circa.
Una prima opera è 諺解胎産集要, 언해태산집요, Book of Obstetrics with Korean Explanation/a Vernacular Interpretation, detta anche "Compilation of the Essentials on Obstetrics with Korean Translations", di Heo Jun 허준, 許浚 del 1608.
Un'altra è 諺解痘瘡集要, 언해두창집요, Synopsis of the Smallpox with Korean Explanations/a Vernacular Interpretation, di Heo Jun del 1608. L'opera è un insieme di ricette di medicinali cinesi contro il vaiolo ed è la traduzione in primo coreano moderno di un precedente libro cinese.
Un volume di poesie è 龍飛御天歌 ,용비어천가, Songs of Flying Dragons, scritto nel 1445-1447, pubblicato nel 1447 e ripubblicato nel 1613. Entrambi gli esemplari sono pervenuti e l'edizione del 1613 mostra delle differenze a livello di ortografia (e dunque di spelling) che riflettono l'evoluzione della pronuncia. L'opera è una raccolta di sei poesie dedicate a sei grandi imperatori coreani pubblicata originariamente appena dopo la promulgazione dell'hangeul e gli autori sono 4 poeti, Jeong Inji, 鄭麟趾, An Ji 安止, Kwon Cheol, 權踶, Seong Sammun 成三問 e Pak Pangnyeon 朴彭年. Nel 1659 e 1765 viene nuovamente ripubblicato.
Un'altra opera è lo 訓蒙字會 훈몽자회 di Choe Sejin 최세진, 崔世珍. L'opera è un manuale per imparare i caratteri cinesi pubblicato nel 1527 e ristampato nel 1613. Anche questo esemplare mostra delle differenze con l'edizione originale da cui si nota l'evoluzione della pronuncia.
Un altro è 東醫寶鑑, 동의보감, Dong-ui Bogam, A Priceless Book about Medicines of an Eastern Country, detto anche "Mirror of Eastern Medicine", sempre di Heo Jun. Venne scritto nel 1610 e pubblicato nel 1613.
Un'altra opera è un trattato di arte militare, 練兵指南, 연병지남, A Guide to the Training of Troops di Han Gyo 한교, 韓嶠 del 1612.
Un'opera che contiene molte informazioni sul primo giapponese medio è 捷解新語, 첩해신어, a Rapid Understanding of the New Language, di Gang U-seong 강우성, 康遇聖. L'opera è una grammatica di giapponese che descrive la varietà colloquiale al tempo del primo giapponese medio. L'autore era il figlio del famoso matematico coreano Gang Yugyeong 강유경 康有慶 e da ragazzo venne rapito durante la guerra tra Giappone e Corea. Rimase dunque 10 anni in Giappone ed ebbe il tempo di apprendere il primo giapponese medio. Tornato ormai maggiorenne in Corea, scrisse questa grammatica nel 1618. La grammatica venne pubblicata solo nel 1676, quasi 60 anni dopo. Il testo contiene il sillabario hiragana affiancato da una trascrizione dei suoni in hangeul antico per indicare o approssimare la pronuncia. L'opera contiene anche i kanji affiancati talvolta dal furigana (cioè dalla trascrizione della pronuncia in hiragana in caratteri minuti) e dall'hangeul usato alla maniera del furigana giapponese. L'opera non contiene i dittonghi storici in giapponese.
Un'altra è 東國新續三綱行實圖, 삼강행실도, Newly continued Illustrations of Real Acts of Three Precepts of State of Orient, dove per "Oriente" 東 si intende la Corea. L'opera è stata scritta da Yi Seong 이성, 李惺 nel 1617 e parla di alcuni martiri coreani durante le guerre Imjin in 18 volumi.
Un'altra è lo 家禮諺解, 가례언해, A Vernacular Interpretation of the "Master Zhu's family rituals" di Sin Sik 신식, 申湜. L'opera è un commento allo 朱子家禮, un'opera risalente alla dinastia Yuan e dunque al khanato mongolo (1279-1368) di Zhu Xi 朱熹 legata al neo-confucianesimo. L'opera fu pubblicata postuma e la prima edizione non è disponibile; la prima edizione disponibile è del 1632.
Un altro trattato di arte militare è 火砲式諺解, 화포식언해, A Vernacular Interpretation of Cannonry Methods, di Yi Seo 이서, 李曙, di cui non è disponibile la 1° edizione. La prima edizione pervenuta è del 1635.
Un'altra è 勸念要錄, 권념요록, The Concise Records on Guiding the Recitations, di Taegu Bou 태고보우, 太古普愚. L'opera contiene degli elementi del dialetto di Gyeongsan ed è stata scritta da un monaco buddista fondatore insieme Jinul dell'ordine Jogye 조계종, 曹溪宗. L'opera è del 1637 e precede di pochi anni la caduta della dinastia Ming (1644), sostituita dalla dinastia Qing (1644-1912) di origine mancese.
Un altro trattato di medicina è 辟瘟新方, 벽온신방, New Formulas to Ward off Epidemics, di An Gyeongchang 안경창, 安景昌, del 1653.
Un'altra opera è 警民編諺解, 경민편언해, A Vernacular Interpretation for the Instruction of the People; l'opera originale di cui è offerto il commento è di Gim Anguk, 金安國. L'opera è di Yi Huweon 이후원, 李厚源 ed è del 1656.
Un'opera che è formata da una serie di volumi scritti nell'arco di alcuni anni è 語錄解, 어록해. Di essi, due volumi sono datati: il primo volume datato è di Jeong Yang 정양, 鄭瀁 (1657), mentre l'altro è di Nam Yiseong 남이성, 南二星 (1669). L'opera spiega le espressioni colloquiali cinesi ed è stata scritta durante il periodo del mandarino medio (1368-1644, periodo che corrisponde alla dinastia Ming).
Un'altra opera di linguistica è 老乞大諺解, 노걸대언해, A Vernacular Interpretation of "the Old Cathayan". Il libro a cui si riferisce è un trattato scritto dai coreani che insegna il cinese menzionato per la prima volta nel 1426 e esisteva già da prima della dinastia Joseon e fin dai tempi del coreano medio. "Cathayan" è un nome che indica i cinesi e la Cina, che già ai tempi di Marco Polo (che la visitò durante la dinastia Yuan) era nota come "Catai", dalla parola cinese "Khitan"; la parola "vecchio" in questo contesto non indica l'anzianità o la venerazione, ma indica familiarità. Gran parte dei dialoghi rappresentano un mercante coreano che si sta dirigendo a Pechino insieme a un cinese. L'opera originale rifletteva il mandarino medio (dinastia Yuan) e la pronuncia in coreano medio, per cui l'Old Cathayan venne revisionato nel 1480 in modo che rispecchiasse il mandarino medio: pertanto, Choe Sejin (최세진, 崔世珍) vi affiancò una guida tra il 1507 e il 1517 detta Beonyeok Nogeoldae (飜譯老乞大 "New Translation of the 'Old Cathayan'"). L'interpretazione vernacolare risale al 1670, è stata attribuita a Jeong Sangguk 정상국, 鄭相國 e rispecchia dunque il mandarino medio e la pronuncia del primo coreano moderno. Nell'opera si vedono suoni arcaici usati per indicare la pronuncia in coreano dei caratteri cinesi: per esempio, si nota sporadicamente */z/.
Un'altra opera di linguistica è 朴通事諺解, 박통사언해, A Vernacular Interpretation of "Pak the Interpreter". Il testo originale è un trattato di primo mandarino colloquiale e risale alla metà del Trecento, dunque è anteriore alla dinastia Joseon, rifletteva il coreano medio ed era contemporaneo all'Old Cathayan; entrambe le opere nella loro prima versione sono andate perdute; "Pak" è un nome proprio, mentre 通事 traduce la parola "interprete". Il trattato è stato poi aggiornato nel 1480 al mandarino medio e corredato di pronuncia in hangeul. Dopodiché, vi è stato scritta un'interpretazione vernacolare da parte di Byeon Seom 변섬, 邊暹 e Bak Sehoang 박세화, 朴世華 e l'opera risale al 1677. Nell'indicazione della pronuncia, si nota sporadicamente */z/.
Un'altra opera è 譯語類解, 역어유해, Classified/Categorical Explications for Interpreting, un dizionario di cinese e coreano di Sin Yihaeng 신이행, 愼以行 del 1690.
Un'opera che illustra la tecnica per produrre la polvere da sparo è 新傳煮硝方諺解, 신전자초방언해, A Vernacular Interpretation of the Newly Transmitted Recipe for Making Gunpowder, di Gim Jinam
김지남, 金指南. La prima edizione non è disponibile; la prima disponibile risale al 1698. L'opera non va confusa con un'altra opera dal nome quasi identico, 新前煮取焰硝方諺解.
Un'altra opera di linguistica è il 倭語類解, 왜어유해, Classified Explications for the Japanese Language, attribuito a Hong Sunmyeon 홍순명, 洪舜明. L'opera è un trattato di lingua giapponese datato intorno al 1700, per cui si riferisce al primo giapponese moderno (Early Modern Japanese). Il sinogramma 倭 indicava anticamente il Giappone e la parola "storpio", in riferimento forse alla scarsa altezza dei giapponesi agli occhi dei cinesi; il termine è anche dispregiativo.
Un'altra opera è 頤齋遺藁, 이재유고 di Hoang Yunseok 황윤석, 黃胤錫. Non è disponibile l'anno, ma è stata compilata durante il regno di re Yeongjo (영조, 英祖), per cui è databile nel periodo 1724-1776, un periodo comunque vasto.
Un'altra opera è 理藪新編, 이수신편 sempre di Hoang Yunseok, databile al periodo 1724-1776.
Infine, lo 御製常訓諺解, 어제상훈언해 (pubblicato originariamente come 明義錄諺解) è un'interpretazione vernacolare scritta dal re Yeongjo e risale al 1745.

### Opere più tarde
Alcune opere sono state pubblicate durante il periodo del primo coreano medio ma la prima edizione si è persa e si è conservata solo la ripubblicazione durante il periodo del tardo coreano medio, cioè dopo il 1750 circa.
Un'opera linguistica che riflette anche il cambiamento dinastico in Cina è 八歲兒, 팔세아, the Eight-Year-Old Child. L'opera è un libro che insegna la lingua mancese elementare settecentesca; il mancese era la lingua originale della dinastia Qing. L'opera originale è stata scritta da Gim Jinha 김진하, 金振夏, è stata pubblicata nel 1704 ma non è pervenuta. L'opera è stata poi ripubblicata nel 1774 da Jang Jaeseong 장재성, 張再成 con il titolo 新釋八兒 Newly Translated the Eight-Year-Old Child.
Un'altra opera che insegna anch'essa il mancese elementare è 小兒論, 소아론, Discussion with a Little Child, ripubblicato come 新釋小兒論, 신석소아론, Newly Translated Discussion with a Child. L'opera è stata compilata dall'Ufficio degli Interpreti 사역원, 司譯院 nel 1704, ma la prima edizione non è disponibile; è invece disponibile la seconda ripubblicazione del 1774.
Un'altra opera è una traduzione, 三譯總解, 삼역총해, Translation of the Manchu Romance of the Three Kingdoms, di Jang Jaeseong 장재성, 張再成. L'opera è una traduzione, come indica in modo molto secco e laconico il carattere 譯, mentre il carattere altrettanto laconico 三 indica il 三国演义, il Romanzo dei Tre Regni, che è l'opera tradotta. L'opera parla del periodo dei Tre Regni, ovvero tre enormi feudi in guerra che si sono formati durante la caduta della dinastia Han (220 d.C.) e che sono stati sconfitti da un quarto regno, la dinastia Jin di origine mongola. La prima edizione è stata revisionata da Gim Jinha 김진하, 金振夏 e Go Saeon 고사언, 高師彦 ed è del 1704 ma non è sopravvissuta; è invece disponibile la seconda edizione del 1774, con il titolo 重刊三譯總解, laddove "重刊" significa "ristampa".
Un commento all'Old Cathayan è 淸語老乞大, 청어노걸대, Manchu "Old Cathayan", di Bak Changyu 박창유, 朴昌裕; Yeon Jae 연재, 捐財; Yi Seman 이세만, 李世萬 e probabilmente altri autori ancora. L'opera, stampata nel 1704, non è disponibile ma è sopravvissuta la seconda edizione, 淸語老乞大新釋, a New Explanation of the Manchu "Old Cathayan", revisionata da Gim Jinha 김진하, 金振夏 e stampata nel 1765.
Un altro trattato linguistico è 捷解蒙語, 첩해몽어, a Rapid Understanding of the Mongolian Language, di Yi Sehyo 이세효, 李世烋, stampato nel 1737. L'opera è un trattato di mongolo classico e risale al periodo Qing, in cui comunque era terminato ormai da secoli il khanato mongolo. La prima edizione non è pervenuta, contrariamente alla seconda edizione a cura di Bang Hyoeon 방효언, 方孝彦 e stampata nel 1790.
Infine, un altro trattato di lingua mongola basato sull'Old Cathayan in mancese è 蒙語老乞大, 몽어 노걸대, Mongolian "Old Cathayan", compilato dall'Ufficio degli Interpreti 사역원, 司譯院 nel 1741. La prima edizione non è pervenuta, ma sono pervenute la seconda (1766) e la terza (1790).

### Fonti del tardo coreano moderno
La prima fonte risalente grossomodo al tardo coreano medio (siccome questo periodo viene collocato tra il 1750 circa e il 1896) è lo 訓民正音韻解, 훈민정음운해, Explication of the Sounds of the Hunminjeongeum, scritta da Sin Gyeongjun 신경준, 申景濬 e pubblicata nel 1750.
Un'altra opera è 三韻聲彙, 삼운성휘, Collection of Sounds of the Three Rhymes di Hong Gyeheui 홍계희, 洪啓禧, pubblicata nel 1751. È un dizionario di rime scritto imitando i rimari cinesi.
Un'altra opera è lo 闡義昭鑑諺解, 천의소감언해, a Vernacular Interpretation of the Illuminating Mirror of Righteousness, scritta da Gim Jaero 김재로, 金在魯; Yi Cheonbo 이천보, 李天輔; Jo Jaeho 조재호, 趙在浩; et al. e pubblicata nel 1755.
Un'altra opera è lo 新釋朴通事諺解, 신석박통사언해, Newly Illustrated "a Vernacular Interpretation of Pak the Interpreter", un manuale di mandarino medio aggiornato da Gim Changjo 김창조, 金昌祚 e pubblicato nel 1765.
Un'altra opera è il 蒙語類解, 몽어유해, Classified Explication of the Mongolian Language, un trattato di lingua mongola classica. L'opera è stata scritta dall'Ufficio degli Interpreti, 사역원, 司譯院 e pubblicata nel 1768, ma la prima edizione non è disponibile). L'opera è stata poi rimaneggiata nel 1790 e arricchita con un'integrazione detta 蒙語類解補(編), Integration to the Classified Explication of the Mongolian Language, e pubblicata nel 1790.
Un'altra opera è lo 十九史略諺解, 십구사략언해, un'l'interpretazione vernacolare di un testo che forse è indicato in forma abbreviata nel titolo; il testo sarebbe lo 十九路軍史略, un testo che ha a che fare con l'esercito, 軍. L'opera è stata scritta nel Gyeongsang Gamyeong, 경상감영, 慶尙監營), che è un nome di luogo, e risale al 1772.
Un'altra opera è il 譯語類解補, 역어유해보, Supplement to the Classified Explication of the Chinese Language Translation. È un libro per lo studio del cinese, supplemento del 譯語類解, che si può anche tradurre come "Categorical Analysis of the Chinese Language Translation". L'opera è stata scritta da Gim Hongcheol 김홍철, 金弘喆 e pubblicata nel 1775.
Un'altra opera è il 念佛普勸文, 염불보권문, che contiene elementi del dialetto di Gyeongsan. Nel titolo, la parola 念佛 è una traduzione di buddhānusmṛti, cioè l'atto di ripetere il nome di Amitābha come forma di meditazione. La frase che va ripetuta varia nelle varie lingue, cioè sanscrito, giapponese, cinese e coreano; in coreano il Nianfo si effettua ripetendo 南無阿彌陀佛, 나무아미타불. L'opera è stata scritta nel Tempio di Yongmun 용문사, 龍門寺, il "Tempio della Porta del Drago" a Yangpyeong 양평군, 楊平, e risale al 1776.
Un'altra opera è lo 漢淸文鑑, 한청문감, Chinese-Manchu Dictionary. L'opera è un dizionario di mandarino medio, mancese settecentesco e coreano, pubblicato tra gli ultimi anni di regno di Yeongjo 영조 (r. 1724-1776), e i primi anni di regno di Jeongjo 정조 (r. 1776-1800). L'opera è stata tradotta da Yi Dam 이담, 李湛; Gim Jinha 김진하, 金振夏 ed è stata pubblicata nel 1776 circa, ma la data è abbastanza incerta.
Un'altra opera è formata dal corpus intero degli editti imperiali del periodo di Jeongjo, r. 1776-1800. Essi sono una ventina, hanno il testo in hanja e, in fondo, la traslitterazione in hangeul. Degli esempi sono 諭諸道道臣綸音, 諭中外大小臣庶綸音, (御製)諭原春道嶺東嶺西大小士民綸音, ecc. e di alcuni si conosce la data precisa, e.g. 1783. Sono stati tutti quanti promulgati nel 1776-1800.
Un'altra opera è lo 明義錄諺解, 명의록언해, un'interpretazione vernacolare scritta da Gim Chi-in 김치인, 金致仁 e pubblicata nel 1777.
Un'altra opera è il 續明義錄諺解, 명의록언해, che sarebbe la continuazione 續 del 明義錄; è anch'essa un'interpretazione vernacolare scritta da Seo Myeongsoen 서명선, 徐命善 e pubblicata nel 1778.
Un'altra opera è il 方言集釋, 방언집석, a Collection of Explanation of Local Speeches. L'opera è un glossario di mandarino medio, mancese settecentesco, coreano, mongolo classico e primo giapponese moderno. 方言 non indica i dialetti ma delle "parlate locali", parlate straniere. L'opera è stata scritta da Hong Myeongbok 홍명복, 洪命福; et al. ed è stata pubblicata nel 1778.
Un'altra opera è il 改修捷解新語, 개수첩해신어, a Revision of a Rapid Understanding of the New Language. L'opera è un rimaneggiamento di 捷解新語, la grammatica di giapponese dello studioso rapito dai giapponesi durante la guerra Imjin, probabilmente aggiornata al primo giapponese moderno da Choe Haklyeong 최학령, 崔鶴齡 e pubblicata nel 1781.
Un'altra opera è il 字恤典則, 자휼전칙. Il testo fu scritto re Jeongjo 정조, 正祖, promulgato da lui stesso nel 1783 e pubblicato negli annali per aiutare il popolo prostrato da una carestia.
Un'altra opera è il 三學譯語, 삼학역어, a Translation of the Three Studies. L'opera è una sezione del 古今釋林 고금석림 e consiste in un glossario di primo giapponese moderno, mancese settecentesco, mongolo classico e coreano. Il numero tre si riferirebbe alle tre lingue straniere trattate. L'opera è stata scritta da Yi Euibong 이의봉, 李義鳳 ed è stata pubblicata nel 1789.
Un'altra opera è il 武藝圖譜通志諺解, 무예도보통지 a Vernacular Interpretation of the Comprehensive Illustrated Manual of Martial Arts, scritta da Yi Deokmu 이덕무, 李德懋; Bak Jega 박제가, 朴齊家; Baek Dongsu 백동수, 白東脩 e pubblicata nel 1790.
Un'altra opera è il 增修無冤錄諺解, 증수무원록, a Vernacular Interpretation of the Amplified and Corrected Guide for the Elimination of Grievances. L'opera è la traduzione di un testo di medicina autoptica forense del periodo Yuan, scritto da Wang Yu. Una traduzione alternativa più libera del titolo è "A Korean annotation of forensic medicine book". L'opera è anonima ed è stata pubblicata nel 1792.
Un'altra opera è il 奎章全韻, 규장전운, a Complete Rhyming Dictionary. L'opera è un dizionario di rime cinesi, compilato imitando i rimari cinesi, di Yi Deokmu Yi Deokmu 이덕무, 李德懋 (1741-1793). L'opera venne pubblicata postuma nel 1796.
Un'altra opera è lo 隣語大方, 인어대방, the Expert of the Neighbouring Language. L'opera è un trattato di primo giapponese moderno, scritto alla fine del XVXII secolo o all'inizio del XIX secolo. La "lingua vicina/prossima" è il giapponese, con un riferimento alla vicinanza geografica tra penisola coreana e arcipelago giapponese. 大方 può significare sia "regole base" che "esperto". Contiene sia il katakana che l'hiragana. L'opera è stata scritta da Choe Giryeong 최기령, 崔麒齡 ed è stata pubblicata nel 1800 circa.
Un'altra opera è il 物名攷 oppure 物名考, 물명고, Examination of the Name of Things. Il testo rimane come manoscritto; fu scritto durante il regno di re Sunjo, 순조 純祖 (r. 1800-1834) da Jeong Yakyong 정약용, 丁若鏞.
Un'altra opera è il 新刊增補三略直解, 신간증보삼략직해, Newly Published and Revised Commentary to the Three Strategies. L'opera è l'esegesi di un manuale di arte militare del periodo Ming, una "nuova pubblicazione e revisione" 新刊增補. Il nome originale cinese del testo, un classico, è 黃石公三略 o 三略. L'opera è anonima ed è stata pubblicata nel 1805.
Un'altra opera è il 閨閤叢書, 규합총서, Women's Encyclopedia. L'autore è una donna, esattamente come Ban Zhao per la Cina, ed è Bing Heongak Issi 빙허각 이씨, 憑虛閣李氏. L'opera è stata pubblicata nel 1809.
Un'altra opera è il 竈君靈蹟誌, 조군영적지, Miraculous Records of Zao Jun. 竈君 조군, in cinese Zao Jun, scritto anche 灶君 o 灶神, è un dio domestico, il Dio della Cucina. 竈 in passato si scriveva pure 죠. Il sinogramma 灶 per la precisione indica il focolare, mentre 誌 indica le annotazioni. L'opera è stata scritta da Gim Jin 김진, 金璡 ed è stata pubblicata nel 1819, mentre la seconda edizione risale al 1881.
Un'altra opera è lo 諺文志, 언문지, Eonmun Ji, Treatise on Hangeul, scritto da Yu Heui 유희, 柳僖 e pubblicato nel 1824.
Un'altra opera è il 斥邪綸音, 척사륜음, Imperial Edict/Silken Sound to Blame the Evil. L'opera è un editto reale che denuncia il cristianesimo ed è forse un'abbreviazione di 諭中外大小民人等斥邪綸音. L'Editto Imperiale si indica con 綸音 e questo editto in particolare ha una versione con una traslitterazione in fondo. Nel 1839 regnava re Heonjong. Re Heonjong 헌종, 憲宗 1839
Un'altra opera è il 華語類抄, 화어유초, Miscellany of Chinese words. L'opera è senza data e risale alla seconda metà dell'Ottocento. Forse è stata pubblicata durante il regno di Re Gojong 고종 高宗, prima che cambiasse il titolo in "Imperatore" nel 1897. L'opera è anche anonima ed è stata scritta tra il 1850 e il 1897.
Un'altra opera è il 太上感應篇圖說諺解, 태상감응편도설언해, a Vernacular Interpretation of the Illustration of the "Treatise On the Response of the Tao". L'opera è un'interpretazione vernacolare di un testo taoista. La prima parte, 太上感應篇, si traduce Treatise On the Response of the Tao. Il termine 感應 indica una vibrazione o risonanza simpatetica tra le cose. l'opera è stata scritta da Choe Seonghoan 최성환, 崔瑆煥 ed è stata pubblicata nel 1852.
Un'altra opera è il 關聖帝君明聖經諺解, 관성제군명성경언해, a Vernacular Interpretation of the Sage Guanseong Emperor's Scripture on Illuminating Sageliness. L'opera è un testo taoista, mentre 關聖帝君, noto anche come 關帝, è il nome di una divinità. L'opera è stata scritta dal Mubon Dang 무본당, 務本堂, un'associazione taoista, ed è stato pubblicato nel 1855.
Un'altra opera è il 敬信錄諺解, 경신록언해, a Vernacular Interpretation of the Book of Respect; forse il titolo è un'abbreviazione di 增訂敬信錄. L'opera è anonima ed è stata pubblicata nel 1880.
Un'altra opera è il 過化存神, 과화존신, scritta da un autore anonimo e pubblicata nel 1880.

#### Fonti storiche non asiatiche
Le fonti storiche non asiatiche sul coreano moderno sono tutte tarde, pertanto si riferiscono agli ultimi anni del tardo coreano medio. Tali fonti che attestano questa varietà di lingua sono state scritte da studiosi occidentali con lo scopo di studiare la lingua coreana o scrivere manuali usati poi dai missionari per evangelizzare la popolazione.
Per esempio, una simile opera del periodo è "A Corean Manual or Phrase Book; with Introductory Grammar" di James Scott, pubblicata nel 1887. La seconda edizione risale al 1893 e non contiene alcun hanja.
Un altro esempio è "An Introduction to the Korean Spoken Language" di Horace Grant Underwood, finita di scrivere nel 1889 (in base alla data in fondo alla prefazione) e pubblicata nel 1890. L'opera, in due parti, contiene una grammatica del tardo coreano moderno e un frasario inglese-coreano. L'opera non contiene alcun hanja.
Un terzo esempio è "A Concise Dictionary of the Korean Language" sempre di Horace Grant Underwood, finito di scrivere nel 1889 (in base alla data in fondo alla prefazione) pubblicato del 1890. Il dizionario è anche corredato da hanja.

### Tavola delle fonti storiche (primo coreano moderno)
La tavola passa in rassegna svariate fonti storiche da cui studiare la grammatica coreana antica e la pronuncia degli hanja in primo coreano moderno, oltre a dare in dei casi informazioni sul giapponese medio, sul mancese settecentesco e sul mongolo classico. Tuttavia, la tavola non è esaustiva.
L'anno si riferisce alla pubblicazione; qualora esista un'edizione precedente o l'opera sia stata scritta in un anno precedente, tale informazione viene disambiguata tra parentesi quadra e in corsivo.
| Nome (hanja e/o hangeul)       | Traduzione | Autore/i                                                   | Anno             |
| ------------------------------ | --- | ---------------------------------------------------------- | ---------------- |
| 諺解胎産集要, 언해태산집요     | Book of Obstetrics with Korean Explanation/a Vernacular Interpretation; Compilation of the Essentials on Obstetrics with Korean Translations | Heo Jun                                                    | 1608             |
| 諺解痘瘡集要, 언해두창집요     | Synopsis of the Smallpox with Korean Explanations/a Vernacular Interpretation                                                                | Heo Jun                                                    | 1608             |
| 龍飛御天歌, 용비어천가         | Songs of Flying Dragons | Jeong Inji; An Ji; Kwon Cheol; Seong Sammun; Pak Pangnyeon | 1613 [1447]      |
| 訓蒙字會 훈몽자회              | ? | Choe Sejin                                                 | 1613 [1527]      |
| 東醫寶鑑, 동의보감             | Mirror of Eastern Medicine; A Priceless Book about Medicines of an Eastern Country                                                           | Heo Jun                                                    | 1613 [1610]      |
| 練兵指南, 연병지남             | A Guide to the Training of Troops | Han Gyo                                                    | 1612             |
| 東國新續三綱行實圖, 삼강행실도 | Newly continued Illustrations of Real Acts of Three Precepts of State of Orient                                                              | Yi Seong                                                   | 1617             |
| 家禮諺解, 가례언해             | A Vernacular Interpretation of the "Master Zhu's family rituals"                                                                             | Sin Sik                                                    | 1632 [?]         |
| 火砲式諺解, 화포식언해         | A Vernacular Interpretation of Cannonry Methods                                                                                              | Yi Seo                                                     | 1635 [?]         |
| 勸念要錄, 권념요록             | The Concise Records on Guiding the Recitations                                                                                               | Taegu Bou                                                  | 1637             |
| 辟瘟新方, 벽온신방             | New Formulas to Ward off Epidemics | An Gyeongchang                                             | 1653             |
| 警民編諺解, 경민편언해         | A Vernacular Interpretation for the Instruction of the People                                                                                | Yi Huweon                                                  | 1656             |
| 語錄解, 어록해                 | ? | Jeong Yang; Nam Yiseong; et al.                            | 1657-1669?       |
| 老乞大諺解, 노걸대언해         | A Vernacular Interpretation of "the Old Cathayan"                                                                                            | Jeong Sangguk (attr.)                                      | 1670 [1507-1517] |
| 朴通事諺解, 박통사언해         | A Vernacular Interpretation of "Pak the Interpreter"                                                                                         | Byeon Seom; Bak Sehoang                                    | 1677 [1480]      |
| 譯語類解, 역어유해             | Classified/Categorical Explications for Interpreting                                                                                         | Sin Yihaeng                                                | 1690             |
| 新傳煮硝方諺解, 신전자초방언해 | A Vernacular Interpretation of the Newly Transmitted Recipe for Making Gunpowder                                                             | Gim Jinam                                                  | 1698 [?]         |
| 倭語類解, 왜어유해             | Classified Explications for the Japanese Language                                                                                            | Hong Sunmyeon (attr.)                                      | 1700 circa       |
| 頤齋遺藁, 이재유고             | ? | Hoang Yunseok                                              | 1724-1776        |
| 理藪新編, 이수신편             | ? | Hoang Yunseok                                              | 1724-1776        |
| 御製常訓諺解, 어제상훈언해     | ? | Re Yeongjo                                                 | 1745             |
| 捷解新語, 첩해신어             | A Rapid Understanding of the New Language | Gang U-seong                                               | 1676 [1618]      |
| 淸語老乞大新釋                 | A New Explanation of the Manchu "Old Cathayan"                                                                                               | Bak Changyu; Yeon Jae; Yi Seman; et al.?                   | 1765 [1704]      |
| 蒙語老乞大, 몽어 노걸대        | Mongolian "Old Cathayan" | Ufficio degli Interpreti                                   | 1766 [1741]      |
| 新釋八兒                       | Newly Translated "The Eight-Year-Old Child"                                                                                                  | Jang Jaeseong                                              | 1774 [1704]      |
| 新釋小兒論, 신석소아론         | Newly Translated Discussion with a Child | Ufficio degli Interpreti                                   | 1774 [1704]      |
| 重刊三譯總解                   | Newly Printed Translation of the Manchu Romance of the Three Kingdoms                                                                        | Jang Jaeseong                                              | 1774 [1704]      |
| 捷解蒙語, 첩해몽어             | A Rapid Understanding of the Mongolian Language                                                                                              | Yi Sehyo                                                   | 1790 [1737]      |

### Tavola delle fonti storiche (tardo coreano moderno)
| Nome (hanja e/o hangeul)               | Traduzione | Autore/i                                                          | Anno             |
| -------------------------------------- | --- | ----------------------------------------------------------------- | ---------------- |
| 訓民正音韻解, 훈민정음운해             | Explication of the Sounds of the Hunminjeongeum | Sin Gyeongjun                                                     | 1750             |
| 三韻聲彙, 삼운성휘                     | Collection of Sounds of the Three Rhymes | Hong Gyeheui                                                      | 1751             |
| 闡義昭鑑諺解, 천의소감언해             | A Vernacular Interpretation of the Illuminating Mirror of Righteousness                                                                                     | Gim Jaero; Yi Cheonbo; Jo Jaeho; et al.                           | 1755             |
| 新釋朴通事諺解, 신석박통사언해         | Newly Illustrated "a Vernacular Interpretation of Pak the Interpreter"                                                                                      | Gim Changjo                                                       | 1765             |
| 蒙語類解, 몽어유해 (+ 蒙語類解補(編)   | Classified Explication of the Mongolian Language (+Integration to the Classified Explication of the Mongolian Language)                                     | Ufficio degli Interpreti                                          | 1768 [1790]      |
| 十九史略諺解, 십구사략언해             | ? | Gyeongsang Gamyeong (慶尙監營)                                    | 1772             |
| 譯語類解補, 역어유해보                 | Supplement to the Classified Explication of the Chinese Language Translation                                                                                | Gim Hongcheol                                                     | 1775             |
| 念佛普勸文, 염불보권문                 | ? | Tempio di Yongmun (龍門寺)                                        | 1776             |
| 漢淸文鑑, 한청문감                     | Chinese-Manchu Dictionary | Yi Dam Gim Jinha (traduzione)                                     | 1776 circa       |
| - - -                                  | Editti imperiali del periodo di re Jeongjo [con spiegazione dei suoni, 綸音] (e.g., 諭諸道道臣綸音; 諭中外大小臣庶綸音; (御製)諭原春道嶺東嶺西大小士民綸音) | Re Jeongjo                                                        | 1776-1800        |
| 明義錄諺解, 명의록언해                 | ? | Gim Chi-in                                                        | 1777             |
| 續明義錄諺解, 명의록언해               | ? | Seo Myeongsoen                                                    | 1778             |
| 方言集釋, 방언집석                     | A Collection of Explanation of Local Speeches | Hong Myeongbok; et al.                                            | 1778             |
| 改修捷解新語, 개수첩해신어             | A Revision of a Rapid Understanding of the New Language | Choe Haklyeong                                                    | 1781             |
| 字恤典則, 자휼전칙                     | ? | Re Jeongjo                                                        | 1783             |
| 三學譯語, 삼학역어                     | A Translation of the Three Studies | Yi Euibong                                                        | 1789             |
| 武藝圖譜通志諺解, 무예도보통지         | A Vernacular Interpretation of the Comprehensive Illustrated Manual of Martial Arts                                                                         | Yi Deokmu; Bak Jega; Baek Dongsu                                  | 1790             |
| 增修無冤錄諺解, 증수무원록             | A Vernacular Interpretation of the Amplified and Corrected Guide for the Elimination of Grievances (oppure "A Korean annotation of forensic medicine book") | ?                                                                 | 1792             |
| 奎章全韻, 규장전운                     | A Complete Rhyming Dictionary | Yi Deokmu                                                         | 1796             |
| 隣語大方, 인어대방                     | The Expert of the Neighbouring Language | Choe Giryeong                                                     | 1800 circa       |
| 物名攷 oppure 物名考, 물명고           | Examination of the Name of Things | Jeong Yakyong                                                     | 1800-1834        |
| 新刊增補三略直解, 신간증보삼략직해     | Newly Published and Revised Commentary to the Three Strategies                                                                                              | ?                                                                 | 1805             |
| 閨閤叢書, 규합총서                     | Women's Encyclopedia | Bing Heongak Issi                                                 | 1809             |
| 竈君靈蹟誌, 조군영적지                 | Miraculous Records of Zao Jun | Gim Jin                                                           | 1819; 1881       |
| 諺文志, 언문지                         | Treatise on Hangeul (Eonmun Ji) | Yu Heui                                                           | 1824             |
| 斥邪綸音, 척사륜음                     | Imperial Edict/Silken Sound to Blame the Evil | Re Heonjong                                                       | 1839             |
| 華語類抄, 화어유초                     | Miscellany of Chinese words | ?                                                                 | 1850-1897        |
| 太上感應篇圖說諺解, 태상감응편도설언해 | A Vernacular Interpretation of the Illustration of the "Treatise On the Response of the Tao"                                                                | Choe Seonghoan                                                    | 1852             |
| 關聖帝君明聖經諺解, 관성제군명성경언해 | A Vernacular Interpretation of the Sage Guanseong Emperor's Scripture on Illuminating Sageliness                                                            | Mubon Dang (務本堂)                                               | 1855             |
| 敬信錄諺解, 경신록언해                 | A Vernacular Interpretation of the Book of Respect | ?                                                                 | 1880             |
| 過化存神, 과화존신                     | ? | ?                                                                 | 1880             |
| - - -                                  | A Corean Manual Or Phrase Book: With Introductory Grammar                                                                                                   | James Scott                                                       | 1887; 1893       |
| 韓英字典                               | Korean-English Dictionary: in two parts, Korean-English & English-Korean                                                                                    | Horace Grant Underwood; James Scarth Gale; Homer Bezaleel Hulbert | 1890; 1897; 1931 |
| - - -                                  | An Introduction to the Korean Spoken Language | Horace Grant Underwood;                                           | 1890; 1914       |

## L'hangeul, pronuncia e toni
L'hangeul era già stato promulgato da re Sejong il Grande nell'ottobre 1446, durante il tardo coreano medio e circa 150 anni prima dello scoppio delle guerre Imjin, che hanno marcato l'inizio del primo coreano moderno. La pronuncia dell'hangeul è quella ricostruita e risalente sia al tardo coreano medio che al primo coreano moderno; qualora ci siano delle differenze o evoluzioni tra le due varietà, ciò viene indicato.
Alcuni caratteri ("jamo") dell'alfabeto hangeul erano usati più o meno di rado nei testi antichi del tardo coreano medio per trascrivere dei suoni degli hanja al tempo del cinese medio, per poi cadere in disuso. Sempre in passato, erano possibili anche combinazioni vocaliche oggi in disuso, perlopiù per trascrivere la pronuncia degli hanja in cinese medio.
| Jamo | IPA                                  | Descrizione e commenti |
| ---- | ------------------------------------ | --- |
| ㅏ   | /a/                                  | A di albero. Se a tutte le vocali (tranne la /i/) si aggiunge un trattino in più, si ottiene un dittongo aperto che inizia con la semivocale /j/, per esempio /ja/ㅑ. Un altro dittongo antico è ㅐ ay */ai̯/ㅒ, che oggi si è monottongato in un suono unico; da questo antico dittongo si ricava un antico trittongo, yay */jai̯/, che oggi collassa in un dittongo. Molti dittonghi e trittonghi storici si riconoscono nella grafia dell'hangeul, che li riproduce in modo piuttosto fedele. |
| ㅓ   | /ə/                                  | La pronuncia ricostruita è quella di una schwa/vocale neutra, che si può pronunciare immaginando di declamare l'alfabeto ("a, bi, ci, di, e, effe, gi...") togliendo ogni vocale dalle consonanti ("a, b, c, d, e, f, g"). In coreano contemporaneo, la vocale si pronuncia /ʌ/, cioè una "o" aperta e non arrotondata, per cui la vocale si è posteriorizzata. Un antico dittongo è ㅔ ey */əi̯/, che oggi si monottonga in /e/. Un antico trittongo è ㅖ yey */jəi̯/ che oggi si semplifica in un dittongo aperto /je/. |
| ㅣ   | /i/                                  | I di isola, vocale anteriore chiusa. |
| ㅗ   | /o/                                  | O di orso, vocale arrotondata chiusa. Si può ritrovare in dittonghi aperti, in cui indicava quasi sempre la semivocale /w/. Due dittonghi sono ㅘ /wa/ e ㅙ way, */wai̯/; il secondo oggi si pronuncia come un dittongo e non come un trittongo. Un altro dittongo antico è ㅚ oy */oi̯/, oggi mutato in dittongo aperto /we/. |
| ㆍ   | /ʌ/                                  | Questa vocale, che si chiamava "arai-a" (oggi "arae-a"), è una "o" aperta e non arrotondata. Compariva pure in un dittongo che assomiglia a un punto esclamativo,ᆝ */jʌ/, che si scriveva accanto alla consonante. Un altro dittongo è ㆎ */ʌi̯/. Questa vocale è in disuso in coreano contemporaneo siccome è mutata solitamente in /a/, ma è ancora presente nel Jeju, la lingua dell’omonima provincia sudcoreana, Jeju 濟州 (un’isola a sud della penisola coreana). La pronuncia è comunque mutata siccome in Jeju si pronuncia /ɒ/ (vocale posteriore aperta arrotondata, è la versione ancora più aperta di /ɔ/). La sua romanizzazione è "ə" (una romanizzazione alternativa fa uso della chiocciola, @). |
| ㅜ   | /u/                                  | U di ultimo, vocale arrotondata chiusa. Compare anche nel dittongo ㅝ */wɤ/. Compra anche nell'antico trittongo ㅞ wey */wɤi̯/, che oggi si semplifica in un dittongo aperto /we/. |
| ㅡ   | /ɨ/                                  | I di isola, ma pronunciata con il dorso della lingua in posizione centrale, per cui la vocale è centrale e non è anteriore; si può pronunciare immaginando di pronunciare "i" tenendo una penna tra i denti. |
| ㅁ   | /m/                                  | M di mano, consonante sonora. |
| ㅂ   | /p/                                  | P di palla, consonante sorda. |
| ㅃ   | /p͈/                                  | PP di apparire, consonante sorda geminata/tensificata/raddoppiata. |
| ㅍ   | /pʰ/                                 | P di palla, consonante sorda aspirata, cioè accompagnata da uno sbuffo d'aria sordo. In generale, i suoni aspirati in coreano medio, moderno e contemporaneo derivano da antichi cluster in coreano antico (Old Korean) contenenti un'aspirazione /h/; il cluster poi si è semplificato in una consonante aspirata. |
| ㄷ   | /t/                                  | T di tana, consonante sorda. |
| ㄸ   | /t͈/                                  | TT di atto, consonante sorda geminata. |
| ㅌ   | /tʰ/                                 | T di tana, consonante sorda aspirata. |
| ㄱ   | /k/                                  | C di cane, consonante sorda. |
| ㄲ   | /k͈/                                  | CC di tocco, consonante sorda geminata. |
| ㅋ   | /kʰ/                                 | C di cane, consonante sorda aspirata. |
| ㅈ   | /ts/                                 | Z di zero, consonante sorda (nel Norditalia viene spesso sonorizzata in /dz/). |
| ㅉ   | /t͈s/                                 | ZZI di mazzi, consonante sorda geminata. |
| ㅊ   | /tsʰ/                                | Z di zero, consonante sorda aspirata. |
| ㅅ   | /s/                                  | S di sole, consonante sorda. |
| ㅆ   | /s͈/                                  | SS di asso, consonante sorda geminata. |
| ㅎ   | /h/                                  | H come nell'inglese "have", consonante sorda. Quest'aspirazione si plasma in base alla vocale successiva. |
| ㄴ   | /n/                                  | N di nave, consonante sonora. |
| ㄹ   | /l/, V/ɾ/V                           | L di leva, consonante sonora. Tuttavia, se tra due vocali (e dunque in contesto intervocalico), si pronuncia R di toro, consonante sonora monovibrante. Non si è certi se questi due suoni fossero allofoni in coreano antico (Old Korean) o se in realtà erano due consonanti ben distinte poi mutate in allofoni. |
| ㆁ   | -/ŋ/                                 | Anticamente, c'era una differenza tra le lettere ㆁ e ㅇ. La prima indicava a prescindere il suono -/ŋ/ a fine sillaba e poteva combinarsi in dei cluster (ex. ㆃ e ㆂ), mentre la versione senza trattino non aveva nessun valore fonetico e si usava a inizio sillaba per indicare la mancanza di consonante iniziale. In alcuni testi antichissimi si poteva usare anche a fine sillaba per indicare l'assenza totale di consonanti a fine sillaba. Questo secondo uso è diventato ridondante e la differenza tra le due lettere, molto simili tra loro, è caduta ed è rimasta solo ㅇ, mentre la prima è caduta in disuso. Oggi, per indicare che la sillaba finisce senza consonanti, non si scrive nessuna consonante, mentre ㅇ se presente a fine sillaba indica il suono -/ŋ/, mentre a inizio sillaba segnala l'assenza di iniziali, come già noto. |
| ㅇ   | Ø-                                   | Questo pallino vuoto senza nessun altro trattino indica l'iniziale zero (zero-onset), scritta a inizio sillaba prima di una vocale per rimarcare l'assenza di consonante. L'iniziale zero in linguistica si indica con il simbolo in logica dell'insieme vuoto. |
| ㆅ   | /ɣ/-                                 | In tardo coreano medio, è un'aspirazione geminata che occorreva soltanto nel verbo hhye-, "tirare". Questa lettera è in disuso in coreano contemporaneo. Nei testi in cui si indica la pronuncia in cinese, indicava una G di galera, ma senza contatto tra organi e si ritrovava sempre prima di ㅕ. |
| ㆆ   | /ʔ/                                  | Il suono è uno stacco glottale/colpo di glottide ed equivale grossomodo a un colpetto di tosse. Il pallino è la consonante ㅇ rimpicciolita. Questo suono poteva trovarsi a inizio sillaba (e sporadicamente alla fine), poteva combinarsi in dei cluster e oggi è caduto. Dall'aggiunta di un tratto in alto che indica l'aspirazione, deriva l'aspirazione /h/ ㅎ, che si plasma in base alla vocale successiva. |
| ᄛ   | /ɾ/                                  | Il suono è una "r" monovibrante e sonora, come nella parola "arare". Il pallino è la consonante ㅇ rimpicciolita, che indica una lenizione. |
| ㅸ   | /β/                                  | B di balena, ma senza il contatto tra labbra, come avviene nello spagnolo moderno; probabilmente il suono deriva da una lenizione di /p/. Il pallino è la consonante sorda ㅇ rimpicciolita, che indica una lenizione. Oggi il suono è sparito perché sparito perché è mutato in /w/ già durante il coreano medio. Si trova rarissimamente nella trascrizione di parole straniere per indicare il suono /v/. |
| ㆄ   | /f/ oppure /fʰ/                      | F di finale, accompagnata da un'eventuale enfasi, e si trova rarissimamente nella trascrizione di parole straniere per indicare il suono /f/. Il pallino è la consonante ㅇ rimpicciolita, che indica una lenizione. |
| ㅿ   | /z/                                  | Z di zanzara, sonora e senza contatto tra organi. In alternativa, si può pensare come una S di sole ma sonora invece che sorda. Poteva combinarsi in dei cluster, come ㅬ /lz/ e ㅨ /nz/. Oggi questo suono è caduto nella pronuncia degli hanja e, nelle parole coreane, si può trovare sostituito con una ㅅ. Nonostante la sua apparenza, non deriva da una modifica di ㅅ. A questo suono si era assimilato il cluster arcaico ᅅ. |
| ㅱ   | /ɱ/- oppure, se a fine sillaba, -/w/ | Il suono è, se a inizio sillaba, una N di anfora, con gli incisivi dell'arcata superiore a contatto con il labbro inferiore per un fenomeno di assimilazione. Se a fine sillaba, è una semivocale alta e arrotondata -/w/, come nell'esclamazione colloquiale "Uau!" oppure "Wow!", e veniva usata nella trascrizione degli hanja. Il pallino è la consonante ㅇ rimpicciolita, che indica una lenizione: infatti la bocca deve rilassare le labbra per aprirle e trasformare dunque la -/m/ in una -/w/. |
| ㅥ   | /ɳ/-                                 | N di nave retroflessa/cacuminale, tale per cui la lingua è piegata all'indietro, come se si arrotolasse lungo il palato. Era usata solo per trascrivere questo suono nella pronuncia originale degli hanja in Cinese Medio. |
| ᄼ   | /s/                                  | S di sole. Deriva da una ㅅ con una gamba allungata. |
| ᅎ   | /ts/                                 | Z di zero, sorda. |
| ᅔ   | /tsʰ/                                | Z di zero, sorda e con aspirazione. |
| ᄽ   | /z/                                  | Z di zanzara, sonora e senza contatto tra organi, come ㅿ. |
| ᅏ   | /dz/                                 | Z di zanzara, sonora. |
| ᄾ   | /ɕ/                                  | S di sole, palatalizzata. |
| ᅐ   | /tɕ/                                 | C di cielo, palatalizzata, distinta da Z di zanzara, sorda. |
| ᅕ   | /tɕʰ/                                | C di cielo, palatalizzata e aspirata. |
| ᄿ   | /ʑ/                                  | S di sole, sonora e palatalizzata. Si può pensare come una ㅿ palatalizzata o come una G di gelato senza contatto tra organi e palatalizzata. |
| ᅑ   | /dʑ/                                 | G di gelato, palatalizzata e distinta da Z di zanzara, sonora. |

Il coreano medio aveva tre toni: tono basso/grave, tono alto/acuto e tono crescente; i primi due erano due semplici intonazioni già presenti in coreano antico. Il tono basso non era indicato con nessun diacritico, il tono alto era indicato con un pallino prima della sillaba e il tono crescente era indicato con due pallini incolonnati prima della sillaba. Il tono crescente è nato probabilmente in coreano medio per la fusione di una sillaba con intonazione bassa seguita da una sillaba con intonazione alta e i prestiti dal cinese medio, che aveva sviluppato i toni rispetto al cinese antico e al cinese degli Han orientali, ha contribuito ulteriormente alla nascita di un sistema tonale.
Il sistema tonale è poi sparito in coreano moderno e contemporaneo tranne in alcuni dialetti.
In generale, la grafia antica, compresa di lettere arcaiche, si chiama "Old Hangeul", 옛한글, di cui esistono degli strumenti di input (입력기) e metodi di input (입력 방법) in tastiere impostabili appositamente nelle impostazioni. Un modo di scrivere le sillabe in coreano medio/coreano medievale è usare la tastiera Microsoft Old Hangul.

## Caratteristiche del primo coreano moderno e evoluzioni

### Mutazioni in pronuncia e ortografia
Le trasformazioni perlomeno in ambito fonetico erano già in atto durante la fine del tardo coreano medio ma attestati per la prima volta solo nei primi testi del primo coreano moderno. Infatti, le vecchie convenzioni ortografiche conservative erano cadute o lo spelling conservativo veniva considerato un errore dagli editori o lo spelling conservativo veniva ancora usato (non senza errori) da editori che si sforzavano di conservare un sistema ortografico già offerto da testi del passato ma ormai instabile. I mutamenti si notano sia in opere nuove, sia in opere vecchie ristampate in quanto difficili da reperire dopo il periodo di devastazioni delle guerre Imjin. Nel caso in cui l'edizione originale risalente al coreano medio è pervenuta insieme a quella del coreano moderno, si può eseguire una comparazione tra convenzioni ortografiche e reperire le evoluzioni in pronuncia e ortografia.
In generale, siccome nell'immediato periodo dopo le guerre Imjin mancava uno standard unificato di ortografia, per circa un secolo l'ortografia è stata confusionaria, oltre a mostrare i segni di una pronuncia evoluta.
La prima caratteristica del primo coreano moderno è la caduta del sistema tonale del coreano antico, sviluppatosi poi durante il coreano medio. In particolare, sono spariti i due diacritici tonali. Solo alcuni dialetti coreani contemporanei preservano ancora il sistema tonale.
La seconda evoluzione è l'obsolescenza del jamo ㆁ, che si usava a fine sillaba per indicare la coda nasale velare. Il simbolo è infatti confluito con quello dell'iniziale zero ○ a causa probabilmente della loro grande somiglianza; pertanto, oggi questo jamo ha due pronunce in base alla posizione nella sillaba.
Dopodiché, è caduta la consonante *z, per cui anche il jamo ㅿ è caduto pressoché in disuso.
I jamo ㆆ e ㅸ erano già caduti in disuso prima delle guerre Imjin.
L'aspirazione geminata, usata solo nella radice verbale hhye- (spingere) è un altro jamo già caduto in disuso sicuramente nel 1465 (prima delle guerre Imjin) siccome la grafia si è modificata in hye- 혀 o in un cluster shye- (ᄻ); nel 1670, la grafia si era ulteriormente modificata in 켜 presumibilmente per rinforzo articolatorio della consonante.
I cluster iniziali sg-, sd-, ss-, sb-, bt-, bs-, bt-, bsg- e bsd- mostrano una grande confusione nell'ortografia. In particolare, bsg- si trovava scritto anche come bg-, che riflette una pronuncia semplificata ed è anche un nuovo cluster nella lingua coreana. Un'altra variazione di scrittura di bsg- era poi sg-; bd- era intercambiabile con sd- e bs- era spesso scambiato con ss-. Il cluster -lp- era poi semplificato in -p- per caduta di fono.
Riguardo alle consonanti in coda di sillaba, la -s iniziò a confondersi in ortografia con la -t presumibilmente perché la loro pronuncia aveva subito una convergenza in uno stop dentale senza rilascio udibile di suono.
La -ll- geminata intervocalica del coreano medio, per un'evoluzione della pronuncia, era confusa in ortografia con -ln-.
Dopodiché, le tre consonanti dentali "d, t, tt" si sono palatalizzate nei tre suoni analoghi palatali quando erano seguite dalla vocale /i/ o dalla semivocale /j/. In alcune parti della penisola coreana, la palatalizzazione ha colpito pure i suoni velari "g, k, kk". Il cambiamento fonetico è riflettuto dall'ortografia. A inizio Ottocento, la palatalizzazione era ormai diffusa in tutti i dialetti coreani tranne quelli a nord-ovest, rimasti conservativi.
In alcuni hanja, la pronuncia originale aveva un dittongo aperto che iniziava con la semivocale */j/-, poi sparita dalla pronuncia e grafia durante il primo coreano moderno.
Dopodiché, in tardo coreano moderno la consonante nasale iniziale n- cade dalla sillaba se è a inizio parola. Pertanto, alcune sillabe 니 venivano trascritte come 이. Di contro, alcune parole subiscono l'epentesi di /n/, cioè l'aggiunta di fono all'interno della parola.
Sempre in tardo coreano moderno, il sistema vocalico ereditato dal coreano medio ha subito la perdita della vocale arae-a, sostituita in monottonghi e dittonghi solitamente con la /a/ e talvolta /u/. Il dittongo /ʌi̯/ pertanto è mutato in /ai̯/. Successivamente, in tardo coreano moderno il dittongo /ai̯/ sia autoctono che derivato da una mutazione della arae-a si è monottongato nella vocale aperta /ɛ/. Il fenomeno alla base del monottongamento è il fronting di /a/ dovuto alla presenza della semivocale accanto a essa.
Il dittongo ㅔ ey */əi̯/ in tardo coreano moderno si è monottongato nella vocale chiusa /e/ sempre a causa di un fronting causato dalla semivocale.
Un mutamento più marginale è la labializzazione di "eu" di fronte alle consonanti bilabiali "m, b, p, pp": per labializzazione, la vocale è diventata arrotondata/procheila /u/, dunque pronunciata con le labbra arrotondate.
A causa dei mutamenti del sistema vocalico, è crollato il rigido sistema di armonia vocalica del coreano medio a tre classi di vocali descritto nello Hunminjeongeum (vocali yin, vocali yang, vocale neutra "eu"). Pertanto, la formazione di parole poteva essere libera da regole prestabilite, che in coreano medio erano violate solo da alcune espressioni onomatopeiche.

### Mutazioni in grammatica e vocabolario
La grammatica del primo coreano moderno, in generale, mostra una semplificazione rispetto a quella del coreano medio.
Innanzitutto, in coreano medio una radice verbale poteva essere utilizzata completamente senza morfologia, per cui le radici verbali potevano essere usate come avverbi oppure le radici verbali si potevano ritrovare in composti. Questi utilizzi della radice verbali sono scomparsi in primo coreano moderno, per cui non sono più produttivi e si ritrovano solo in poche espressioni fossilizzate.
Il suffisso di nominalizzazione -i 이, per cui da una radice verbale si ricava un nome d'azione, è caduto in disuso e si è conservato solo in poche espressioni fossilizzate.
Il marcatore di plurale onorifico -ne 네 è caduto in disuso.
L'infisso del causativo -i- 이 si è modificato in -hi- 히.
Il marcatore del soggetto -i 이 viene per la prima volta affiancato a -ga 가.
Il genitivo in -s- ㅅ è caduto in disuso, per cui è rimasto in uso solo il genitivo in -eui 의.
Le particelle che indicano il dativo si sono ridotte a sole due, -euige 의게 e la sua controparte onorifica, -sge.
La particella comitativa/sociativa (cioè che indica il complemento di compagnia), piena di varianti, si è stabilita nella forma -wa 와 dopo le consonanti e -gwa 과 dopo le consonanti.
La particella vocativa onorifica -ha 하 è caduta in disuso.
Gran parte delle particelle enfatiche del coreano medio è caduta in disuso in primo coreano moderno.
Gran parte dei suffissi prefinali emotivi in coreano medio è caduta in disuso in primo coreano moderno.
La differenza tra particelle interrogative in domande aperte e in domande chiuse (a cui si risponde solo di sì o di no) si è sfumata per poi scomparire.
L'influsso dei prestiti sino-coreani, entrati in massa durante il periodo del primo cinese medio, è aumentato. Pertanto, molte parole native coreane sono cadute in disuso in favore del substrato cinese. Alcuni vocaboli hanno subito un mutamento di significato, ovvero uno shift semantico. Per esempio, him 힘 significava "muscolo", ma poi ha iniziato a indicare la "forza" per cui il concetto è diventato astratto.
Alcuni neologismi sono stati coniati dai coreani attraverso i caratteri cinesi (per cui delle parole sino-coreane non sono mai attestate e usate in cinese classico), mentre molti altri sono stati in coniati in Corea nel momento in cui la Corea ebbe i primi contatti con gli occidentali. Fino al Settecento, i contatti con i non-asiatici sono avvenuti in pochi casi isolati, mentre dal Settecento in poi si sono intensificati. I neologismi in particolare erano coniati per descrivere nuove tecnologie importate o per descrivere concetti legati alle scienze, come la geografia e l'astronomia. Due esempi sono la sveglia e il telescopio, 自鳴鐘 e 千里鏡.
Infine, siccome la dinastia regnante in Cina era la dinastia Qing di origine mancese, sono entrati nel vocabolario coreano svariati prestiti mongoli attraverso il mancese.

### Esempi di palatalizzazioni
Accanto all'hanja, viene indicata l'eventuale versione semplificata usata nella Repubblica Popolare Cinese per renderlo più riconoscibile.
| Hanja 汉字 | Pronuncia originale 原音 | Pronuncia moderna 现代发音 |
| ---------- | ------------------------ | -------------------------- |
| 低         | 뎌                       | 저                         |
| 田         | 뎐                       | 전                         |
| 鳥 [鸟]    | 됴                       | 조                         |
| 調 [调]    | 됴                       | 조                         |
| 停         | 뎡                       | 정                         |
| 黈         | 듀                       | 주                         |
| 地         | 디                       | 지                         |
| 池         | 디                       | 지                         |
| 弟         | 뎨                       | 제                         |
| 佚         | 딜                       | 질                         |
| 帳 [帐]    | 댱                       | 장                         |
| 天         | 텬                       | 천                         |
| 鐵 [铁]    | 텰                       | 철                         |
| 聽 [听]    | 텽                       | 청                         |
| 貂         | 툐                       | 초                         |
| 髑         | 툑                       | 촉                         |
| 體 [体]    | 톄                       | 체                         |

### Esempi di perdita della semivocale */j/-
| Hanja 汉字 | Pronuncia originale 原音 | Pronuncia moderna 现代发音 |
| ---------- | ------------------------ | -------------------------- |
| 社         | 샤                       | 사                         |
| 想         | 샹                       | 상                         |
| 書 [书]    | 셔                       | 서                         |
| 少         | 쇼                       | 소                         |
| 水         | 슈                       | 수                         |
| 鄭         | 졍                       | 정                         |
| 朝         | 죠                       | 조                         |
| 鮮 [鲜]    | 션                       | 선                         |
| 長 [长]    | 쟝                       | 장                         |
| 中         | 즁                       | 중                         |
| 重         | 즁                       | 중                         |
| 衆 [众]    | 즁                       | 중                         |
| 車 [车]    | 챠                       | 차                         |
| 妻         | 쳐                       | 처                         |
| 獸 [兽]    | 슈                       | 수                         |
| 樵         | 쵸                       | 초                         |
| 秋         | 츄                       | 추                         |
| 收         | 슈                       | 수                         |
| 世 (丗)    | 셰                       | 세                         |
| 正         | 져ᇰ〮                       | 정                         |
| 制         | 졔                       | 제                         |

### Caduta dello stacco glottale
Alcune sillabe iniziavano con un colpo di glottide/stacco glottale, indicato con il jamo ᅙᅠ. Oggi è caduto, sostituito con ᄋ, indicante l'assenza di suono.
| Hanja 汉字 | Pronuncia originale 原音 | Pronuncia moderna 现代发音 |
| ---------- | ------------------------ | -------------------------- |
| 安         | ᅙᅡᆫ                       | 안                         |
| 音         | ᅙᅳᆷ                       | 음                         |
| 揖         | ᅙᅳᆸ                       | 읍 (doppia pronuncia)      |

### Caduta del suono */z/
In Coreano Medievale, alcune sillabe iniziavano con il jamo ᅀᅠ, che presumibilmente indicava il suono fricativo sonoro */z/ (se si pronunciava sempre così anche davanti alla vocale /i/ e alla semivocale /j/, vuol dire che non si palatalizzava in */ʑ/). Si trovava anche in cluster. Oggi queste sillabe iniziano con ᄋ e in cinese moderno iniziano con R-, derivato da un suono nasale palatale */ɲ/, o si pronunciano "ER", sillaba derivata sempre dallo stesso suono. Il suono resta in dei dialetti coreani defonologizzato in /s/. Si indicano 5 esempi e una serie ordinata in base alla chiave di lettura di altre sillabe che sono state colpite dalla caduta di questo suono.
| Hanja 汉字 | Pronuncia originale 原音 | Pronuncia moderna 现代发音 |
| ---------- | ------------------------ | -------------------------- |
| 日         | ᅀᅵᆯ〮                       | 일                         |
| 人         | ᅀᅵᆫ                       | 인                         |
| 二 (貳)    | ᅀᅵ                       | 이                         |
| 而         | ᅀᅵ                       | 이                         |
| 穰         | ᅀᅣᇰ                       | 양                         |

| Hanja 汉字                                       | Pronuncia moderna 现代发音                                        |
| ------------------------------------------------ | ----------------------------------------------------------------- |
| 弱, 兒, 入, 熱 若, 軟, 染, 緌 邇, 仁, 乳, 肉, 辱 | 약, 아, 입, 열 약, 연, 염, 유 이, 인, 유, 육, 욕                  |
| 刃, 忍 認 (doppia pronuncia)                     | 인, 인 인 (잉) (cantonese: jing6, jan6; la prima è di uso comune) |
| 壤, 讓                                           | 양, 양, 양                                                        |
| 扔, 仍                                           | 잉, 잉                                                            |
| 柔 (≠ 柴), 蹂, 葇                                | 유, 유, 유                                                        |
| 然, 燃                                           | 연, 연                                                            |
| 閏, 潤, 撋                                       | 윤, 윤, 연                                                        |
| 妊, 任, 袵 (衽), 絍                              | 임, 임, 임, 임                                                    |
| 耳, 栮, 餌, 珥                                   | 이, 이, 이, 이                                                    |
| 汝, 如                                           | 여 (coreano: 너, idem 爾), 여                                     |
| 耎, 䓴 (alt. 檽, doppia pronuncia), 儒, 栭, 輀   | 연, 연 (누), 유, 이, 이                                           |

銳 (doppia pronuncia) è 예 (태) (putonghua: rui4, dui4) ma non iniziava in Primo Cinese Medio con *ny- (giapponese: えい ei, だい dai; in vietnamita ha una pronuncia semi-irregolare e ingannevole, nhuệ, duệ, đoái); idem 容 (용), giapponese ゆう yū, よう yō.
橈 (요 + 뇨) non aveva *ny- ma *nr- retroflessa, mentre 襄 iniziava per *s- (putonghua xiang1, cantonese soeng1, Amoy hokkien siong, giapponese しょう shō, vietnamita tương) ma come chiave di lettura ha *ny-.
檽 inizia per *ny- se si tiene in considerazione la pronuncia in putonghua "ruan3" (indica il Loto di Sant'Andrea, che produce un frutto dall'aspetto simile all'uva passa); la seconda è "nou4" (indica un tipo di albero nei testi antichi); una terza pronuncia, "ru2", apparentemente non ha equivalenti in coreano e indica i piccoli assi di legno che sorreggono il tetto di un edificio (梁上短柱).

### Mutazione della arae-a
In alcuni hanja in cui era presente la vocale arae-a, oggi è mutata perlopiù in /a/; l suono era presente pure in dei dittonghi chiusi, in cui muta sempre in /a/.
In altri hanja, la vocale ㅡ si è trasformata in ㅜ. Altri caratteri ancora avevano direttamente come vocale la arae-a.
| Hanja 汉字 | Pronuncia originale 原音 | Pronuncia moderna 现代发音                              |
| ---------- | ------------------------ | ------------------------------------------------------- |
| 改 (𢻰)    | ᄀᆡ                       | 개                                                      |
| 內 [内]    | ᄂᆡ                       | 내                                                      |
| 代         | ᄃᆡ                       | 대                                                      |
| 每         | ᄆᆡ                       | 매                                                      |
| 海         | ᄒᆡ                       | 해                                                      |
| 色         | ᄉᆡᆨ                       | 색                                                      |
| 愛 [爱]    | ᄋᆡ                       | 애                                                      |
| 才         | ᄌᆡ                       | 재                                                      |
| 冊 [册]    | ᄎᆡᆨ                       | 책                                                      |
| 胎         | ᄐᆡ                       | 태                                                      |
| 客         | ᄀᆡᆨ                       | 객                                                      |
| 懇         | ᄀᆞᆫ                       | 간                                                      |
| 墨         | 믁                       | 묵                                                      |
| 北         | 븍                       | 북                                                      |
| 朋         | 븡                       | 붕                                                      |
| 品         | 픔                       | 품                                                      |
| 柴         | 싀                       | 시                                                      |
| 思 (恖)    | ᄉᆞ                       | 사                                                      |
| 子         | ᄌᆞ                       | 자                                                      |
| 亥         | ᄒᆡ /hʌi̯/                 | 해                                                      |
| 孩         | ᄒᆡ                       | 해                                                      |
| 該 [该]    | ᄒᆡ (ᄀᆡ?)                 | 해 (in Primo Cinese Medio, *koj, */kʌi̯/) (Baxter, 2011) |

#### Altre mutazioni
| Hanja 汉字 | Pronuncia originale 原音 | Pronuncia moderna 现代发音 | Glossa 批注 |
| ---------- | ------------------------ | -------------------------- | --- |
| 波         | 비                       | 피, 파                     | In passato non aveva l'aspirazione. |
| 刷         | *솰                      | 쇄                         | Ha da sempre perso lo stop a fine sillaba *-t, scriverlo è errore. Si confronti con il cantonese caat3, il vietnamita xoát e il giapponese せち sechi e さつ satsu. |
| 趣         | *츄                      | 취                         | Ha da sempre aggiunto una "i" in posizione finale, la prima pronuncia è errata nonostante rispecchi il Primo Cinese Medio. Si confronti con il vietnamita thú e il giapponese す su e しゅ shuu. Di contro, si avvicina al cantonese ceoi3. Una seconda pronuncia, deriva dal fatto che era usato come forma alternativa di 促 (cu4; cantonese cuk1; giapponese そく soku e しょく shoku; vietnamita xúc. In coreano è 축). |
| 暇         | 하                       | 가                         | Si è imposta la pronuncia popolare. |
| 憾         | 함                       | 감                         | Si è imposta la pronuncia popolare. |
| 歐 [欧]    | 우                       | 구                         | Si è imposta la pronuncia popolare. |
| 港         | 강                       | 항                         | Si è imposta la pronuncia popolare. |
| 弯 e 灣    | 완                       | 만                         | Oggi si pronunciano "man", forse per la confusione con 蠻 만. |